# Chistelandia
Chistelandia es una película mexicana editada en 1958 dirigida por Manuel Barbachano Ponce. Se trata de una recopilación de la sección cómica realizada para el noticiero cinematográfico Tele-Revista de la década de 1950, proyectado durante los intervalos y avances en la programación de salas de cine de México.
Su atractivo radica en que toda la película se basa en diferentes sketches presentando a diferentes personajes como:
- Flecos Bill
- Perla Jones
- El Charro Asqueado
- Don Humberto Cahuich
- Cuco Pelucho
- Don Silvio Pinole

## Reparto
En esta película intervienen los actores:
- Humbert Cahuich
- Pancho Córdova
- Fernando Espejo
- Ramiro Gamboa «Tío Gamboín»
- Eulalio González «El Piporro» (Voz)
- Giovanni Korporaal
- Xavier López "Chabelo"
- Carlos Robles Gil

## Curiosidades
- Durante la película a diferentes intervalos aparece una miniserie de episodios del personaje "Flecos Bill", narrados con un gran sentido del humor por Eulalio González «El Piporro»
- Un aspecto interesante de esta película es el estilo muy peculiar de su humor, alejado totalmente de los convencionalismos de la época y evitando clichés o imitaciones de las comedias del cine mexicano, como las de Germán Valdés "Tin Tan", Mario Moreno "Cantinflas", Antonio Espino «Clavillazo» o "Viruta y Capulina", por citar algunos.
- De igual modo, a lo largo de la cinta aparecen varios chistes sobre homosexuales. En esta época aún no había tanta apertura sexual.
- Ese mismo año se editaron sus continuaciones Vuelve chistelandia y La Nueva Chistelandia, formando así una trilogía.
- La trilogía de las "Chistelandias" no fue realizada con la técnica de sonido directo, por lo que los diálogos se grabaron en estudio. En dichos doblajes se distingue la inconfundible voz de Jorge Arvizu "El Tata", en lo que significó uno de sus primeros trabajos de doblaje.